# Костково 1
Костково 1 — деревня на северо-западе Бежаницкого района Псковской области.  Входит в состав сельского поселения Ашевское.
Расположена в 22 км к северо-западу от райцентра Бежаницы и в 2 км к югу от села Ашево.
Численность населения деревни составляет 7 жителей (2000 год).
До 3 июня 2010 года деревня входила в состав ныне упразднённой Ашевской волости.